# Cyclops bohater
Cyclops bohater – gatunek oczlika z rodziny Cyclopidae opisany po raz pierwszy przez Zygmunta Koźmińskiego w 1933 roku.

## Wygląd zewnętrzny
Duży oczlik (jeden z największych przedstawicieli rodzaju), o masywnym, umiarkowanie wydłużonym (długość ciała 2,2–2,6 mm) ciele. Samce nieco mniejsze od samic. Szeroki głowotułów. Tylne końce 2, 3 i 4 segmentu wyciągnięte ku tyłowi (najsilniej ten pierwszy, zachodząc na stronę brzuszną), podczas gdy ostre końce segmentu 5 wyciągnięte są na boki. Segment genitalny równomiernie zwężający się ku tyłowi, tylko nieznacznie dłuższy od swej szerokości. Przylegają do niego ciasno wydłużone worki jajowe z jajami licznymi i niedużymi. Czułki pierwszej pary 17-członowe (rzadko 18, u samców mogą być 16-członowe), sięgające końca drugiego segmentu tułowia. Odnóża pływne trójczłonowe, zawsze z pięcioma szczecinkami i różnej liczbie kolców (3, wyjątkowo 2, na pierwszej parze, 4 na drugiej i po 3 na trzeciej i czwartej, u ok. 1/10 samców zdarzają się 4 kolce na trzeciej parze) na końcowym członie egzopoditu. Piąta para odnóży podobnie jak u innych oczlików zredukowana, ale wyraźnie oddzielona od segmentu tułowia. Dwuczłonowa, o wysmukłym 2 członie, którego szczecinka jest prawie dwa razy dłuższa od szczecinki pierwszego członu, a boczny kolec wyrastający z jego boku ułożony jest do niego równolegle, wystając poza jego koniec. Widełki furki są stosunkowo długie i wąskie (mniej więcej 6–7 razy dłuższe od swej szerokości), wyraźnie się rozchodząc. Na wewnętrznej stronie pokryte rzędem włosków. Po ich grzbietowej stronie znajduje się chitynowa fałda. Najdłuższe (nieco dłuższe od samych widełek) są szczecinki FS IV i FS V, mniej więcej dwa razy krótsze szczecinki FS VI i jeszcze mniej więcej dwa razy krótsze szczecinki FS III i FS VII. 
Ubarwienie ciemnobrązowe.

### Podobne gatunki
Cyclops bohater bywa łączony z innymi podobnymi gatunkami w grupę Cyclops strenuus, w skład której wchodzi właśnie Cyclops strenuus. Dość podobny, zarówno pod względem morfologicznym, jak i wymaganiami środowiskowymi, jest również Cyclops abyssorum. Wyróżniany niegdyś podgatunek C. bohater ponorensis uznaje się za synonim tegoż, a konkretnie podgatunku C. abyssorum divergens. 

## Ekologia
Gatunek słodkowodny. Typowy dla jezior o umiarkowanej trofii, choć występuje też w wodach żyźniejszych. Pokolenie osobników dorosłych występuje w pelagialu zwykle od grudnia do marca. Lato stadium C IV (kopepodit) przeżywa w stanie diapauzy. Zdarza się, że pokolenia wiosenne mają mniejsze rozmiary niż typowe. Częstszy w wodach przydennych niż przypowierzchniowych. Gatunek odkrył w Wigrach i po raz pierwszy opisał hydrobiolog z ówczesnej tamtejszej stacji hydrobiologicznej Zygmunt Koźmiński w roku 1933. Występuje w Europie i Azji (od Hiszpanii po Turcję, Kaukaz i Estonię), także w górach.